# Église Saint-Jean-Baptiste de La Mancellière-sur-Vire
Pour les articles homonymes, voir Église Saint-Jean-Baptiste.
L'église Saint-Jean-Baptiste est une église catholique située à La Mancellière-sur-Vire, en France.

## Localisation
L'église est située dans le département français de la Manche, sur la commune de La Lande-d'Airou.

## Historique
En 1056, le duc Guillaume retira la propriété du sanctuaire aux chanoines de l'église Saint-Lô de Rouen pour la rendre aux chanoines de la cathédrale de Coutances.
Le plan très simple de ce sanctuaire élevé au XIIe siècle n'a pas été modifié : c'est celui qu'ont dû adopter, aux origines, tous les édifices du canton. Il est composé de deux rectangles attenants qui constituent la nef et le chœur, aux dimensions plus restreintes. Un clocher couvert en bâtière est édifié à l'ouest. Dans le mur sud, la porte condamnée qui donnait accès au chœur garde un vestige de décor roman : l'arc en plein cintre en pierre calcaire est orné d'un double rang de chevrons. D'autres éléments sculptés sont visibles au niveau de l'arc triomphal séparant le chœur et la nef.
L'édifice a conservé ses charpentes lambrissées de la fin du XVe ou du début du XVIe siècle, avec poinçons et entraits moulurés soutenus par des corbeaux parfois ornés de têtes humaines en bas-relief. Si le lambris couvre le chœur dans toute sa largeur, il est plus étroit dans la nef au-dessus de laquelle, comme à Gourfaleur, il est posé sur deux légers surplombs latéraux.
L'appareil en arête-de-poisson sur les côtières nord et sud du chœur atteste l'ancienneté de la fondation, seules les baies ayant été modifiées aux XIVe et XVIe siècles et une au XXe.

Faute de moyens, l'édifice a échappé aux remaniements en dépit de l'accroissement démographique. L'une des dalles funéraires en granit de la nef représente Philippe Deshée (1579-1649), qui fut « monnayer » ou batteur à l'hôtel des monnaies de Saint-Lô. Son statut lui donnait le droit de porter l'épée. Le défunt la porte au côté et tient un marteau, insigne de sa fonction, dans la main droite.
L'édifice fait l'objet d'une inscription au titre des Monuments historiques depuis le 4 juillet 2005.
Un ensemble de deux verrières figurées de Notre-Dame de la Merci et de sainte Thérèse de l'Enfant-Jésus sont inventoriés au patrimoine culturel

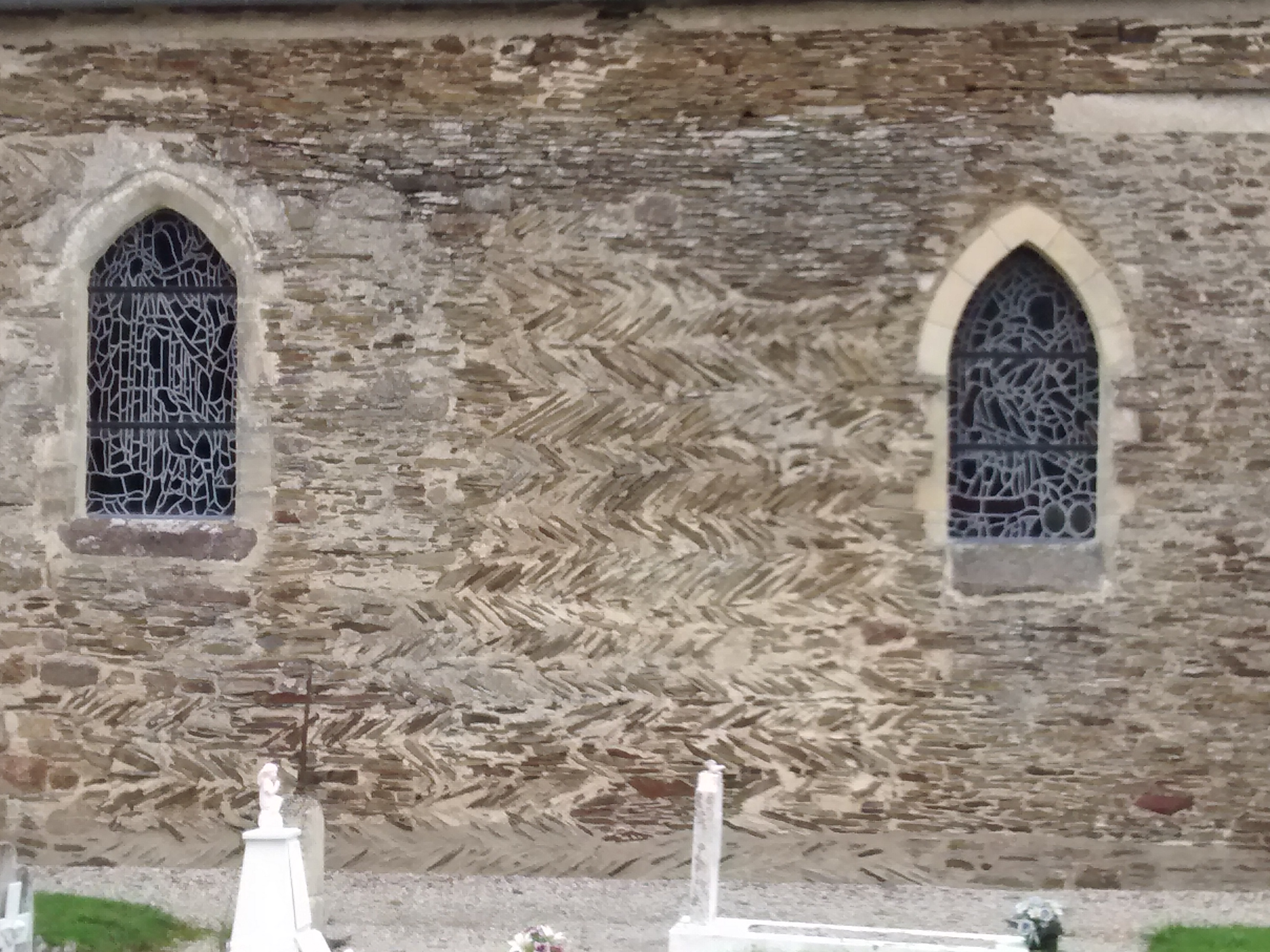
Appareil en arête-de-poisson.
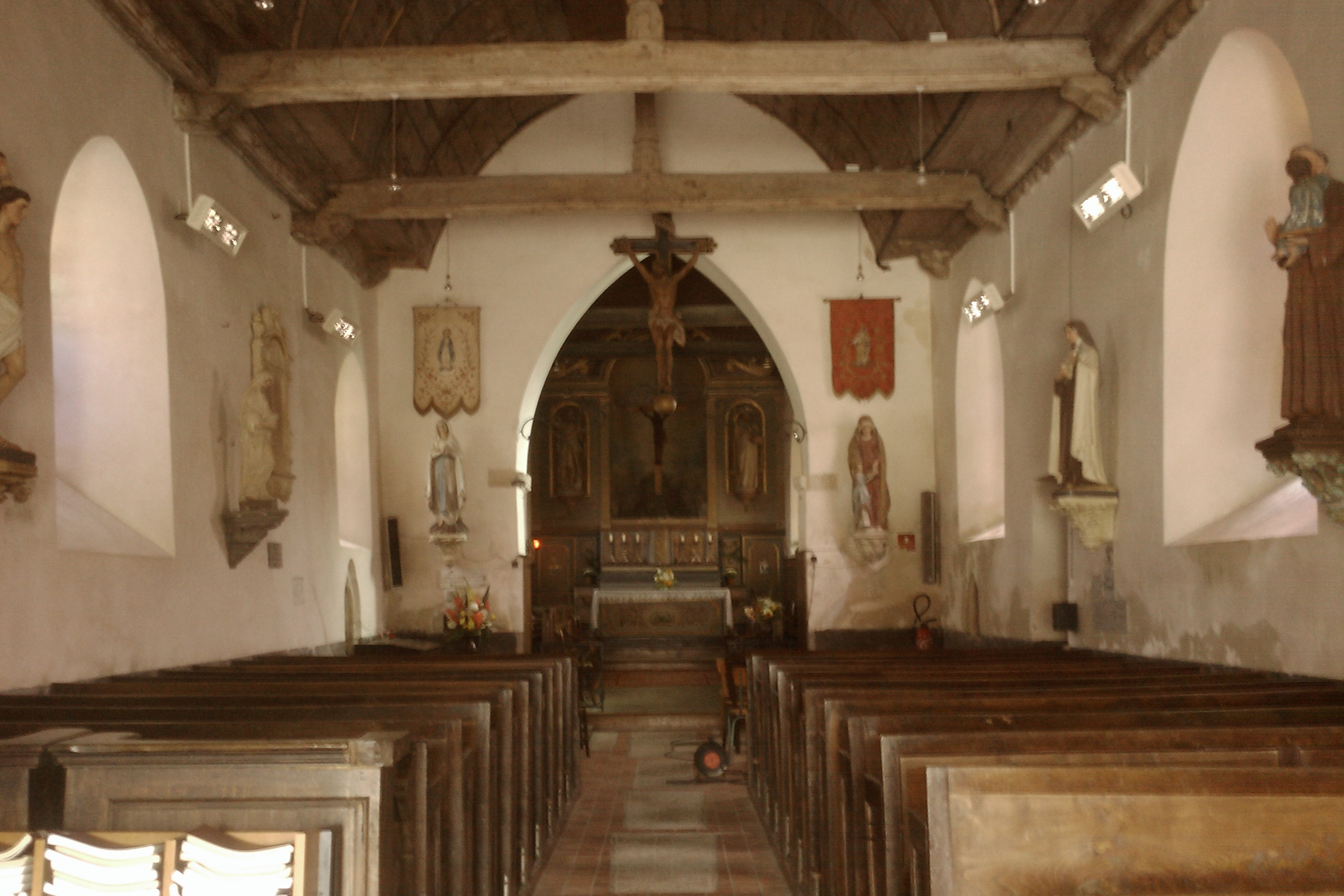
La nef.
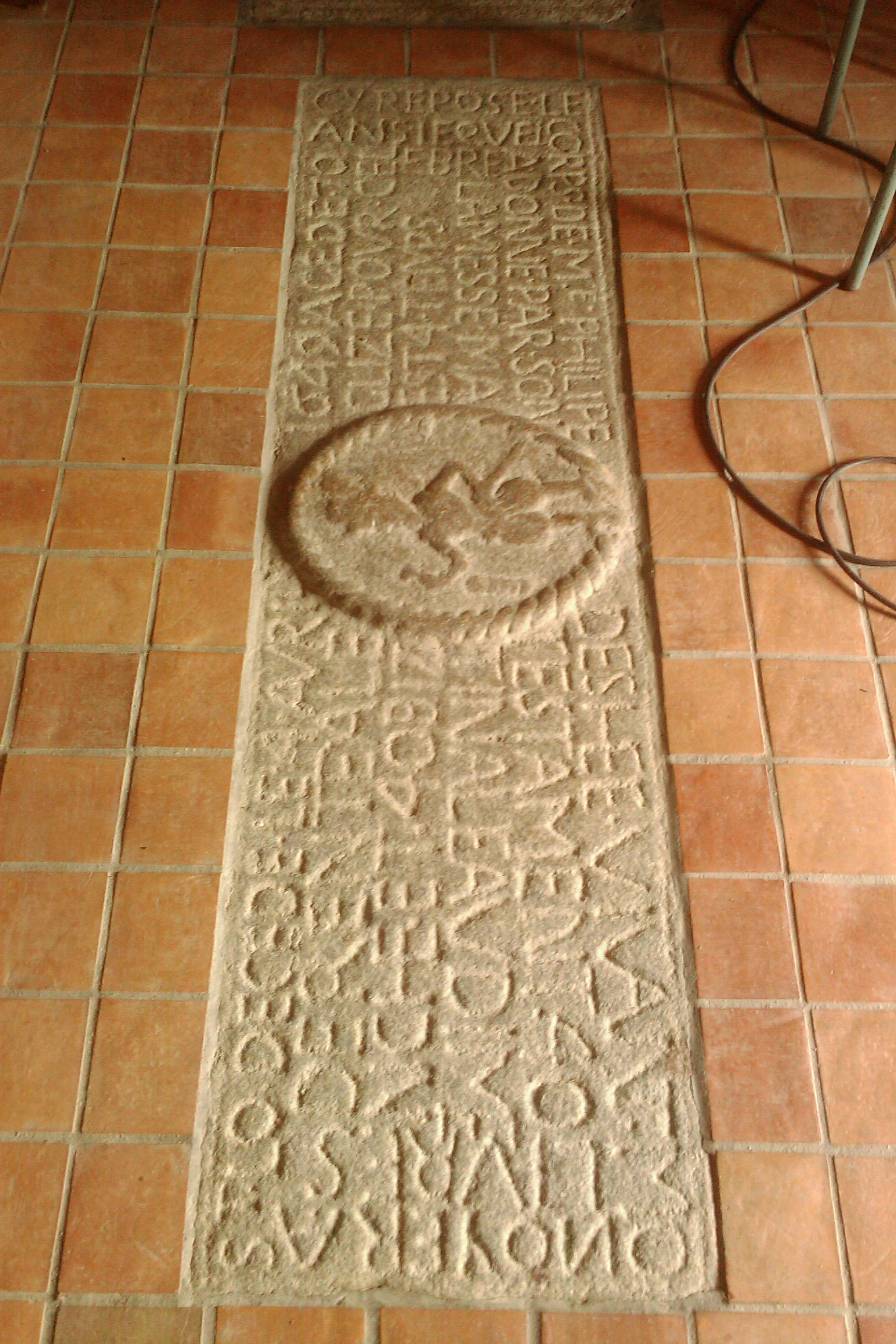
Pierre tombale.